# 滝川達也
滝川達也（たきがわ たつや、1992年11月9日 - ）は、日本の俳優、インストラクター。三重県出身、身長175 cm、血液型O型。テアトルアカデミー所属。2024年12月26日に本名の東達也（ひがし たつや）より滝川達也に活動名義を変更した。

## 来歴
高校時代に警察官を志す。高校の担任より法律を学ぶよう促され、大学は法学部へ。学ぶうちに再度「自分が本当にやりたいことは何か」を考え、小学生時に映画『埋もれ木』のエキストラに参加し楽しかったことから、「役者ならば沢山の『なりたかった自分になれる』」と思い、道を志す。
大学時代を含め、4年間を京都市で過ごす。将来を模索中にシネマカレッジ京都1期生として行程修了時に短編映画に参加。「京都は第二の故郷」と称している。
2016年、地元に戻り、知人の勧めで名古屋おもてなし武将隊のオーディションに挑戦し、2代目加藤清正に合格。2019年3月まで約3年間務めた。
名古屋おもてなし武将隊を卒業後は名古屋・東京を拠点に俳優として舞台を中心に活動。
東京に拠点を移した後、俳優業の傍らインストラクターとしての活動を始める。
2020年10月に、総勢100名以上のオーディションを勝ち抜き、SIXPAD HOME GYM 公式インストラクター通称「WAVER」に就任し、TATSUYA名義で活動している。また、ONE PIECEをモチーフにしたフィットネスジムであるBragMenでもインストラクターを務める。
役者仲間の金澤愼治と創作孔雀なるユニットを結成し、ソロや二人によるパフォーマンス、朗読などを行っている。

## 人物
特技はフェンシング。筋トレはライフワーク。

## 出演
2024年まで「東達也」名義・2025年より「滝川達也」名義

### テレビドラマ
- ハスリンボーイ（2024年11月1日 - WOWOW・全8話  ）-半グレ集団『侘威蛾(タイガー)』のメンバー

### 舞台
2019年
- もしラジ（2019年5月16日 - 18日） - 犬井フランシス 役
- リターン 過去と未来（2019年10月10日 - 21日） - アズマ 役
- 闘え！ラーメン野郎！！（2019年12月18日 - 21日） - テツオ 役

2020年
- 淡海乃海-現世を生き抜くことが業なれば-（2020年3月25日 - 29日） - 平井定武 役[13]
- 2番目でもいいの♡（2020年4月29日 - 5月5日） - 店長 役 ※翌年以降延期
- 殺し屋にくびったけ[14]（2020年7月8日-12日） - 相葉 太郎 役
- CRUSH KITCHEN ENTERTAINMENT vol.1 『the Selected World[15]』（2020年11月18日 - 23日）[16] - ジャッジメント 役

2021年
- 2番目でもいいの♡（2021年2月11日 - 14日） - 店長 役 ※中止
- 淡海乃海-声無き者の歌をこそ聴け-（2021年3月10日 - 14日） - 平井 定武 役[17]
- ウルトラマンション・トキヲイキル コラボ公演 『うらがわの事件簿』（2021年5月19日 - 23日）[18] - 演出助手・浩介 役
- ティアムーン帝国物語 THE STAGE Ⅱ（2021年7月14日 - 19日） - アンギウス 役[19]
- いつか手に取るその日に  ～dumu.ene. ga.ak～（2021年10月13日 - 17日） - 桜庭 行人 役（主演）
- 卒業後の温め方  （2021年12月22日 - 26日） - 上里 勉(あがり べん) 役

2022年
- 穏やか貴族の休暇のすすめ。 (2022年4月6日 - 10日)  - 謎の貴族 役[20]
- 僕と死神 2022  (2022年7月6日 - 10日)  - 堂島 真治 役
- CRUSH KITCHEN ENTERTAINMENT vol.2 『the Selected World』（2022年8月3日 - 8日）[21] - アシスタント 役
- CRUSH KITCHEN ENTERTAINMENT vol.3 『サタデーナイトスペシャル』（2022年10月5日 - 9日）- 乾 冀一(いぬいきいち) 役[22] 他
- シャバダバダ（2022年11月17日 - 23日） - アキラ 役
- いつか手に取るその日に～dume.ene.ga.ak～ ・再演（2022年12月14日 - 18日） - 桜庭 行人 役  (主演)

2023年
- オルガンズ ～おんな赤ひげ奮闘記～（2023年3月16日 - 19日） - 向井 りょう 役
- LALL HOSTEL-ｴﾙｴｰｴﾙｴﾙ ﾎｽﾃﾙ- （2023年3月29日 - 4月2日） - 弓崎 琉輝亜(ゆみざき るきあ) 役
- VAGUENIGMA-Two Detectives Act2- 『明地百華の御節介メモアーズ【締糸】』（2023年5月23日 - 6月4日）- 杉村 機九士(スギムラ キクジ) 役
- 貝殻つなぎ（2023年6月23日 - 25日）- 池田 彰 役(Wキャスト)
- 想い光芒、想われ曙光（2023年9月6日 - 10日）-  戸張 新太 役
- VAGUENIGMAProject 『VAGUENIGMA -1954- 祀木刑事の捜査ファイル【心餓】（2023年10月19日 - 29日）- 雨麓 六郎(ウロクロクロウ) 役
- love&rock☆show「果てしない海の向こうへ」〜月の裏側から〜Jupiter （2023年11月22日 - 26日）- アンソニー・リベラ 役

2024年
- 淡海乃海-天下静謐の雫となりて-（2024年5月29日 - 6月2日） - 平井定武[23]・顕如 二役
- いつかのもの語り。 （2024年9月26日 - 29日）- 桜庭 行人 役  (主演)

### ラジオ
- オーディオドラマ 青春アドベンチャー 『元 中学生日記』[24]（NHK-FM 2019年8月19日 - 23日・8月26日 - 30日  全10回） - ゴーゴーズB 役 他
- オーディオドラマ 青春アドベンチャー  『アゴラ69 ~僕らの詩(うた)~』[25]（NHK-FM 2021年4月5日 - 9日・ 4月12日 - 16日  全10回）- ベ平連リーダー 役 他
- ステラ☆ExciteTIME！特番『Golden Time』 (ふくろうFM85.8MHz  2023.3.28～ 毎月第4火曜 24:00～24:30)  - メインパーソナリティ(共演者・佑太)　＊事前公開収録のため、2025年2月25日放送分までは「東達也」名義

### 朗読劇
- 短編朗読劇 「あなたは探偵です」(2022年7月16日 - 18日) - 画家 役
- 短編朗読劇 「あなたは探偵です-偽りの屋敷編-」 (2022年10月22日 -23日) - 画家 役
- 「遥かなる空〜蒼天の光」一幕 （2023年9月23日 -24日）

### 映画
- 短編映画 頼りない人々-ep.6-「海を見に行く」（2013年） - 涼介 役（京都シネマカレッジ受講行程修了作品）

### LIVE
- 刃-JIN-「戦国狂想曲」より《三英傑狂想曲》（2021年9月25日）- 言霊(声の出演)

### ユニット 【創作◇孔雀】
- 創作NO.壱   舞『夢幻　孔雀神楽』[26] 衣装･村瀬夏夜（2022.02.19-20 ）
- 創作NO.弐   殺陣『鼓動 浅キ夢見シ』 [27] 音楽･大石憲一郎 （2022.02.19-20 ）
- 創作NO.参   殺陣『炎夏一閃』 [28] 音楽：大石憲一郎  （2023.08.04-06 ）
- 2024   殺陣『冬牙一閃』   （2024.12.06-07）
- 2025 【繋-きずな-】   （2025.07.21）